# Nordkette
Nordkette – pasmo górskie położone na północ od Innsbrucku, w Austrii. Najwyższym szczytem jest Kleiner Solstein mierzący 2637 m n.p.m. W 2002 roku wraz z Innsbruckiem oraz pasmem górskim Karwendel zostało wpisane na listę informacyjną UNESCO.

## Najwyższe szczyty
| - Großer Solstein (2541 m), - Kleiner Solstein (2637 m), - Hohe Warte (2596 m), - Hintere Brandjochspitze (2599 m), - Vordere Brandjochspitze (2559 m), - Hippenspitze (2388 m), - Brandjochkreuz (2268 m), - Frau Hitt (2269 m), - Westliche Sattelspitze (2339 m), - Kemacher (2480 m), - Kumpfkarspitze (2393 m), - Seegrubenspitze (2350 m), | - Hafelekarspitze (2334 m), - Gleirschspitze (2317 m), - Mandlspitze (2366 m), - Gleirschtaler Brandjoch (2372 m), - Rumer Spitze (2454 m), - Thaurer Jochspitze (2306 m), - Pfeiser Spitze (2347 m), - Lattenspitze (2330 m), - Wildangerspitze (2153 m), - Thaurer Zunterkopf (1918 m), - Haller Zunterkopf (1966 m), - Hochmahdkopf (1738 m). |